# Dispuut (schilderkunst)

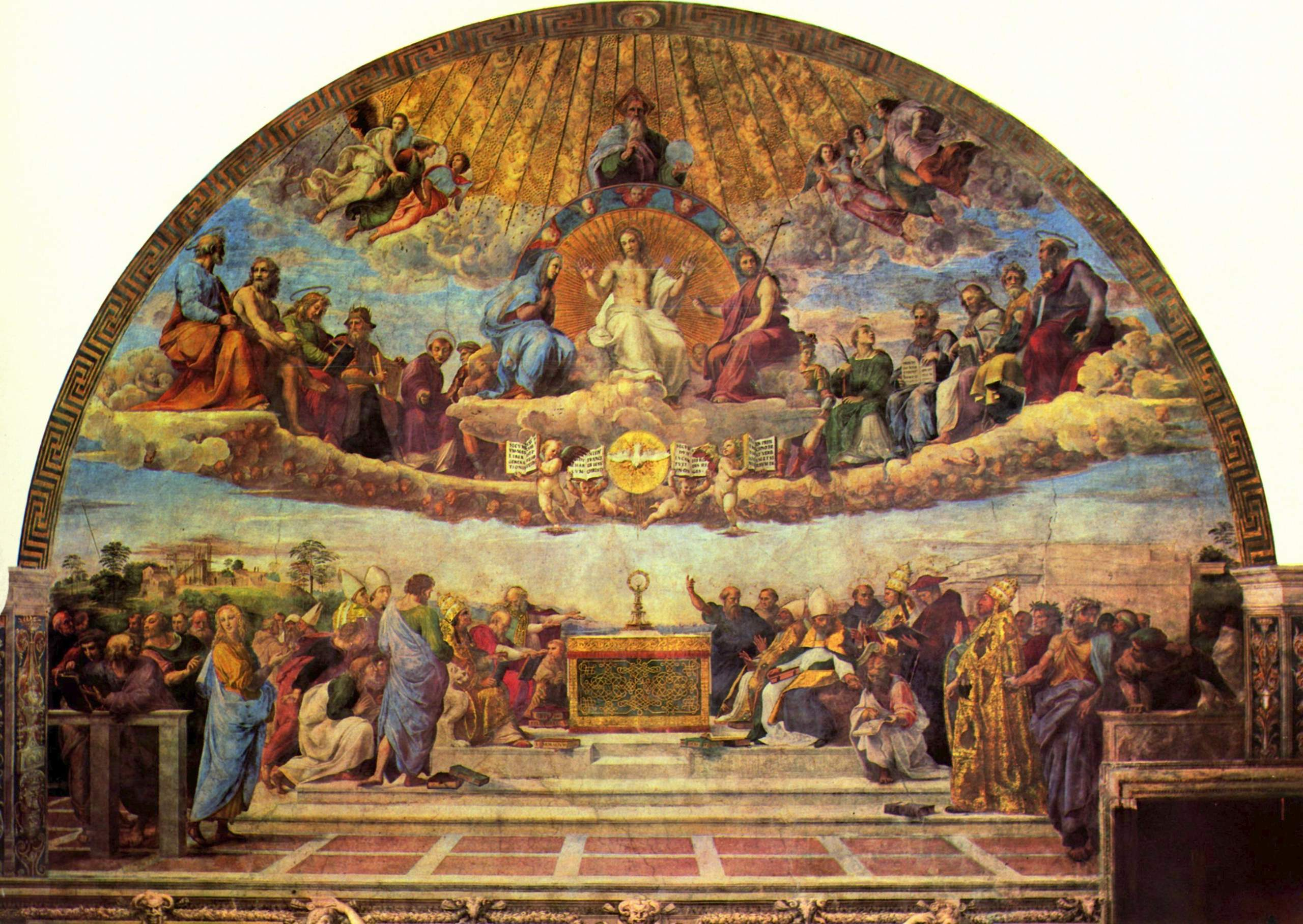
Dispuut over het Heilige Sacrament van Rafaël

Een Disputa of dispuut in de schilderkunst betreft een afbeelding van de vier kerkvaders in gesprek over een dogma. Bekend is het fresco Dispuut over het Heilige Sacrament met deze voorstelling van Rafaël in de stanzen van het Vaticaan te Rome.